# لي كايمتس
لي كايمتس (بالفرنسية: Les Cayemites)، هي زوج من الجزر الواقعة في خليج Gonâve قبالة سواحل جنوب غرب هايتي. الجزيرتين المعروفتين باسم كايمت الكبير Grand Caymite وكايمت الصغير Petite Caymite، مساحتهما معًا هي 45 كيلومترًا مربعًا (17 ميل مربع). كايمت الصغير تقع إلى الغرب من الجزيرة الكبرى. تقع الجزرتين على ما يقرب من 35 كم (22 ميل) شرق مدينة جيريمي وهي في الدائرة الإدارية لغراند آنس.